# Sicale olivâtre
Sicalis olivascens
Espèce
Statut de conservation UICN

 LC  : Préoccupation mineure
Le Sicale olivâtre (Sicalis olivascens) est une espèce de passereaux d'Amérique du Sud appartenant à la famille des Thraupidae.

## Répartition
Il vit au Pérou, en Bolivie, au Chili et en Argentine.

## Taxinomie
À la suite d'une étude d'Areta et al. (2012), le Congrès ornithologique international (classification version 3.3, 2013) sépare de cette espèce sa sous-espèce S. o. mendozae qui devient l'espèce à part entière Sicalis mendozae.